# Regulador (busseig)

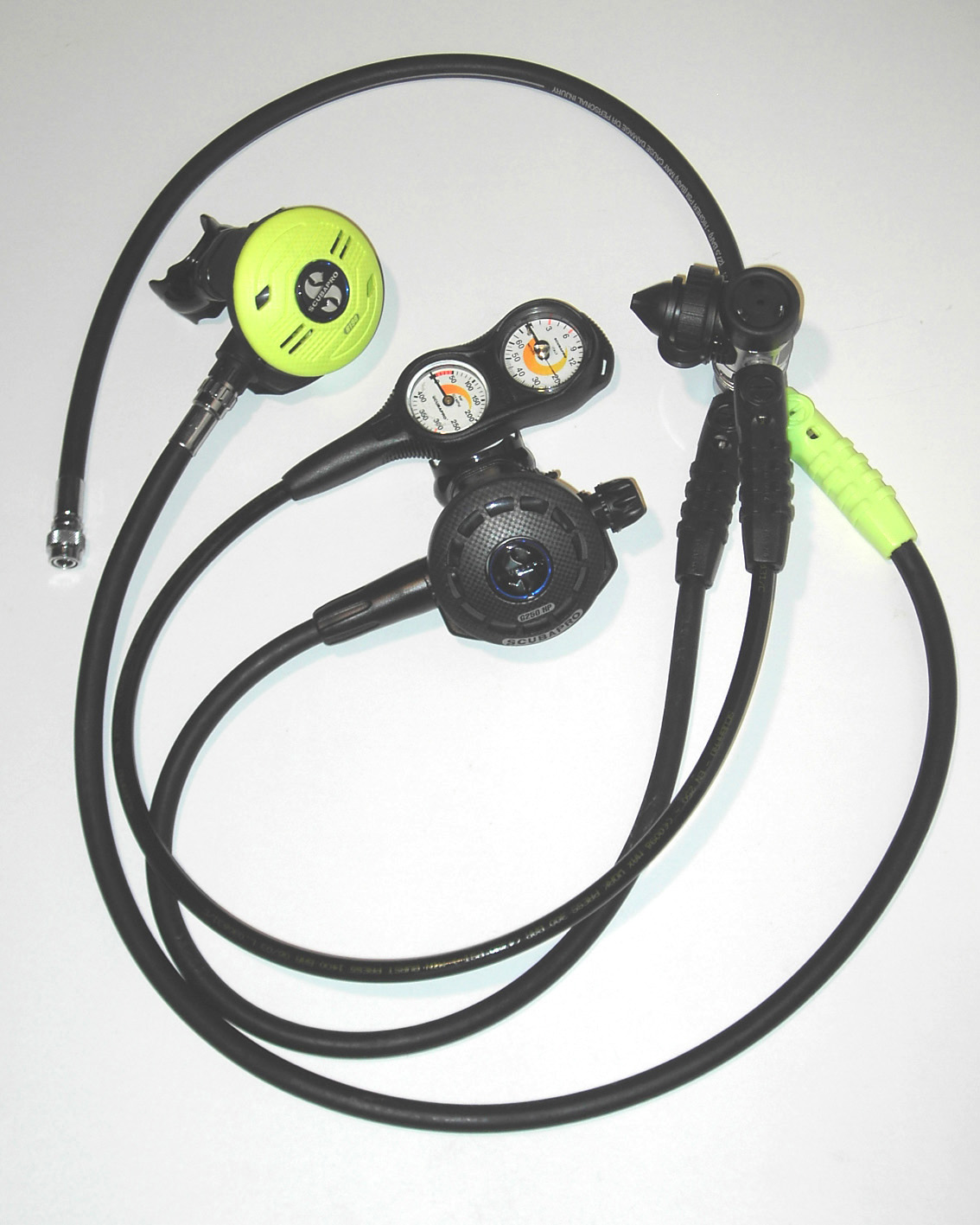
Regulador de busseig: Primera i segona etapa, mànega infladora d'armilla compensadora i indicador de pressió

Un regulador de busseig és un regulador de pressió utilitzat en busseig amb equip autònom o busseig amb equip de respiració de superfície que redueix la pressió d'un gas respirable a pressió ambiental. El gas pot ser aire o una mescla de diferents gasos respirables. El gas pot ser subministrat des d'una ampolla de busseig portat pel bussejador o a través d'una mànega d'un compressor o un banc de cilindres en la superfície. Un regulador de pressió de gas té una o més vàlvules en sèrie que redueixen la pressió de la font, i utilitzen la pressió posterior per controlar la pressió entregada, abaixant la pressió a cada etapa.
Els termes "regulador" i "vàlvula de demanda" són sovint usats de manera indiferent però una vàlvula de demanda és la part d'un regulador que reparteix gas només mentre el bussejador està inhalant i redueix la pressió del gas a ambiental. En reguladors de mànega única, la vàlvula de demanda és la segona etapa, que és típicament subjectada a la boca del bussejador a través d'una peça que es mossega. Als reguladors amb mànegues bessones la vàluva està inclosa al cos del regulador connectat a l'ampolla.

## Tipus de reguladors

### De vàlvula de demanda
Una vàlvula de demanda detecta quan el bussejador inicia la inhalació i li subministra un flux de gas a pressió ambient. Això es fa normalment per un sistema mecànic que uneix un sensor de pressió diferencial (diafragma) a una vàlvula que s'obre en mesura proporcional a la diferència de pressió. La diferència de pressió entre l'interior del broquet i la pressió ambient fora de l'accionador requerida per obrir la vàlvula és coneguda com la pressió d'obertura. Aquesta diferència de pressió d'obertura és generalment negativa, però pot ser lleugerament positiva en un regulador de pressió positiva (un regulador que manté una pressió dins del broquet, màscara o casc, que és lleugerament més gran que la pressió ambient). Una vegada que la vàlvula s'ha obert, el flux de gas ha de continuar en la diferència de pressió estable més petit sigui raonablement possible, mentre que el bussejador inspira, i s'aturarà tan aviat com es deté el flux de gas. Diversos mecanismes s'han dissenyat per proporcionar aquesta funció. Alguns d'ells molt simple i robustos, i d'altres una mica més complexos, però més sensibles a petits canvis de pressió.

### De flux lliure
Aquests s'utilitzen generalment en el busseig amb subministrament des de superfície amb màscares de flux lliure i cascs. En general són un regulador de gas industrial gran d'alt cabal que es controla manualment en el panell de control de gas a la superfície a la pressió requerida per proporcionar la velocitat de flux desitjada per al bussejador. Aquests tipus de reguladors no s'utilitzen normalment per bussejar, ja que l'alt cabal de gas necessari els fa molt ineficients.

### Rebreather
Els sistemes rebreather utilitzats per al busseig reciclen la major part del gas respirable, però no es basen en un sistema de vàlvula de demanda com a element principal. En comptes d'això, el circuit de respiració es realitza per un circuit tancat que es manté a pressió ambient mentre està en ús.